# Heinz-Harald Frentzen
Heinz-Harald Frentzen (* 18. května 1967 v Mönchengladbachu) je bývalý německý pilot Formule 1. V seriálu závodů působil mezi roky 1994 až 2003 a za tu dobu vyhrál tři závody. Působil v týmech Sauber, Williams, Jordan, Prost a Arrows.

## Kariéra před F1
Frentzen se narodil v Západním Německu, ve městě Mönchengladbach, jeho otec byl Němec a byl majitelem pohřebního ústavu, jeho matka pocházela ze Španělska. Po 5 letech závodění na motokárách, vstoupil v 18 letech,čili v roce 1986, do série Německé Formule Ford 2000. Tak jako při závodění na motokárách byl finančně podporován svým otcem, který mu byl zároveň týmovým šéfem a hlavním mechanikem. V roce 1987 skončil v šampionátu na 2. místě, přestože se nezúčastnil všech závodů.
Poté přestoupil v roce 1988 do Německé formule Opel Lotus a závodil za tým Junior Team, který vedl bývalý jezdec Formule 1 Jochen Mass. Frentzen zaujal Masse když závodil ve Formuli Ford. A hned v prvním roce šampionát vyhrál, zúčastnil se také série Formule Opel Lotus Euroseries (kde obsadil 6. místo). Dalším krokem byl v roce 1989 šampionát Německé Formule 3, kde bojoval Frentzen proti dalším budoucím hvězdám jako Michael Schumacher a Karl Wendlinger. V té době se snažil Bernie Ecclestone, aby se do Formule 1 dostal německý jezdec a proto se společnost ONS (Německý národní výbor pro motorsport) rozhodla podporovat jak Frentzena, tak i Schumachera. ONS vyhlásila, že kdo první vyhraje závod Formule 3, stane se testovacím jezdecm Formule 1. Nakonec to měl být Schumacher, po kontroverzním závodě na okruhu Zeltweg v Rakousku, kde Frentzen prohlásil, že ho Schumacher donutil vyjet z trati. Nicméně Schumacher post testovacího jezdce stejně nezískal; Karl Wendlinger totiž vyhrál celý šampionát, zatímco Frentzen se Schumacherem se se shodnými body umístili na 2. místě.

## Formule 1

### 1994-1996: Sauber

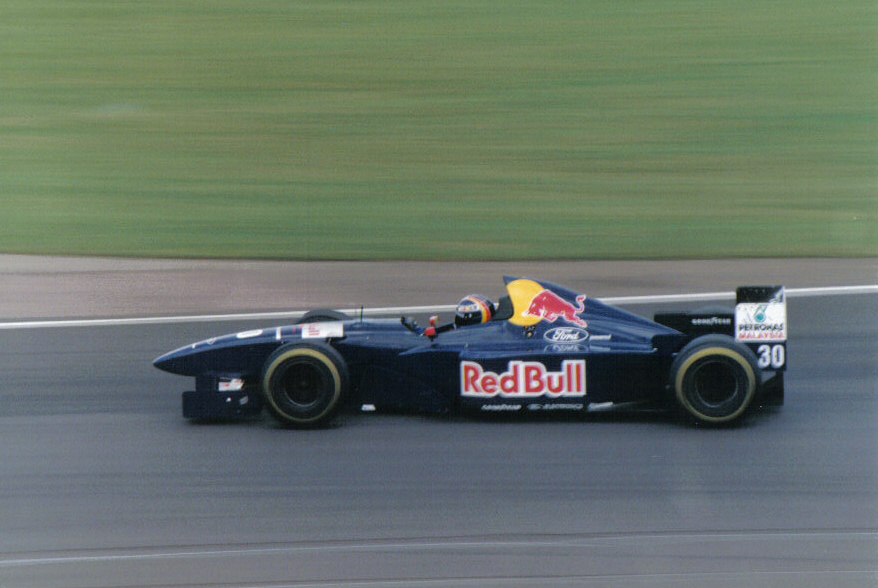
Frentzen ve voze Sauber při Grand Prix Velké Británie 1995.

#### 1994
V roce 1994 dostal Frentzen nabídku od Petera Saubera na post závodního jezdce. V týmu Sauber, poháněném motory Mercedes, vytvořil dvojici právě s Wendlingerem. A Frentzenovo vystupování bylo tak působivé, že mu Frank Williams dal nabídku, aby nahradil zesnulého Ayrtona Sennu v kokpitu Williamsu. Rozhodl se však zůstat u Sauberu a tým mu za to byl hodně vděčný zvláště poté, co se Wendlinger vážně zranil v Monaku. Frentzen v první sezóně vybojoval celkem 7 bodů.

#### 1995
Na další sezónu už byly vozy Sauber poháněny motory Ford a Frentzen vybojoval své první stupně vítězů v Grand Prix Itálie. Celkově se v šampionátu umístil s 15 body na 9. místě.

#### 1996
V roce 1996 byly vozy Sauber velmi nespolehlivé, což vedlo k mnoha odstoupením ze závodu. Frentzen byl ale jedním z pouhých 4 závodníků, kteří dokončili chaotickou a deštivou Grand Prix Monaka, ve které zvítězil Olivier Panis. Stejně jako ve své debutové sezóně vybojobal na konci sezóny 7 bodů.

### 1997-1998: Williams

#### 1997
Pro sezónu 1997 Frentzen nahradil Damona Hilla v týmu Williams poháněném motory Renault, čili v týmu, který od roku 1992 vyhrál čtyřikrát pohár konstruktérů. Při prvním závodě, Grand Prix Austrálie, se Frentzen v první zatáčce dostal do vedení a zůstal tam až do své první zastávky v boxech. Propadl se na třetí pozici kde jezdil až do té doby co mu explodoval brzdový disk. Vyjel z trati a ze závodu odstoupil. Dobře si vedl ve čtvrtém závodě, Grand Prix San Marina, kterou dokázal vyhrát. Sezóna ale byla pro Frentzena zklamáním. Byl zvyklý na přátelskou atmosféru v týmu Sauber, ve Williamsu ale poznal jiné chování, zejména měl problematický vztah s Patrickem Headem. Často se dokázal kvalifikovat do první řady, nicméně v závodech se propadal dozadu a dojížděl až za svým týmovým kolegou, kterým byl Jacques Villeneuve. Nakonec ale po diskvalifikaci Michaela Schumachera z celého šampionátu obsadil Frentzen se 42 body druhé místo v poháru jezdců. Za Villeneuvem ale výrazně zaostal jak v počtu bodů (Villeneuve jich nasbíral 81), tak v počtu vítězství (Frentzen vyhrál jednou, Villeneuve sedmkrát).

#### 1998
Williams v další sezóně již nepokračoval s motory Renault, místo toho začal používat jejich přepracovanou verzi s názvem Mecachrome. Do McLarenu odešel Adrian Newey a celý tým vykázal prudké zhoršení. Sezóna ale nezačala zle, Frentzen skončil v prvním závodě na 3. místě. Výkon týmů Ferrari a McLaren však ukázal, že pro Williams bude velice těžké s nimi udržet tempo. A tak byla Grand Prix Austrálie vlastně nejlepším umístěním Frentzena i týmu v sezóně. Zakončil rok pouze se 17 body, jeho týmový kolega Villeneuve měl jen o čtyři více. Oba jezdci byli pro další sezónu nahrazeni a v kokpitu je vystřídali Alex Zanardi a Ralf Schumacher.

### 1999-2001: Jordan, Prost (2001)

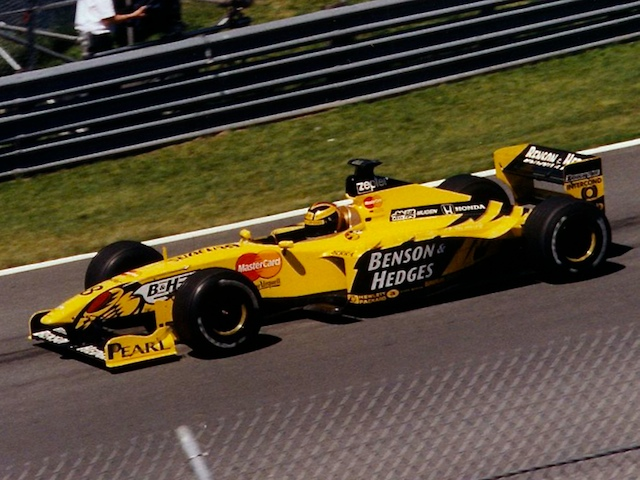
Frentzen ve voze Jordan při Grand Prix Kanady 1999, během jeho nejúspěšnější sezóny v F1.

#### 1999
Frentzen se stěhoval do týmu Jordan, poháněném motory Mugen-Honda, kde se vlastně vyměnil s Ralfem Schumacherem, jež odešel do Williamsu. V tomto týmu zažil Frentzen nejlepší sezónu v kariéře, vyhrál dva závody a bodoval ve většině z nich. Do poslední chvíle bojoval o titul mistra světa, nakonec obsadil celkové 3. místo se ziskem 54 bodů. Mnohými byl prohlášen za nejlepšího jezdce roku.

#### 2000

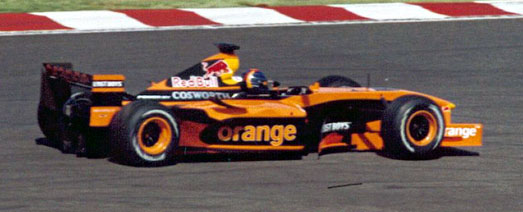
Frentzen ve voze Arrows při Grand Prix Francie 2002.

Roky 2000 a 2001 byly kritickými, jelikož Honda začala dodávat motory i týmu BAR. To vedlo k boji o to, kdo z týmů si zajistí pravidelnou dodávku motorů. V sezóně 2000 vystoupil Frentzen dvakrát na stupně vítězů, což byl největší úspěch týmu. Jordan už nebojoval o přední umístění a dokonce byl porážen právě týmem BAR. Němec si vyjel pouhých 11 bodů, což byl velký ústup ze slávy.

#### 2001
Špatné výsledky pokračovaly i v dalším roce, k tomu se přidala zranění, mnoho nedokončených závodů a neshody s technickým vedením týmu (Frentzen údajně nabídl, že ze své kapsy zaplatí opravu vozu). Jordan tak Frentzena nahradil Jeanem Alesim v polovině sezóny. Němec obsadil Alesiho místo v týmu Prost, který se potýkal s vážnými finančními problémy. I se špatným vozem se dokázal v Belgii kvalifikovat jako čtvrtý, tým Prost ale stejně po sezóně zbankrotoval.

### 2002: Arrows

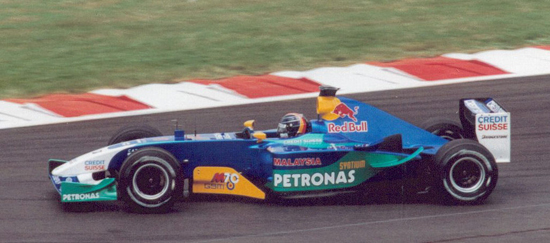
Frentzen ve voze Sauber při Grand Prix Francie 2003.

Po odchodu z Prostu se Frentzen upsal týmu Arrows. Zaznamenal několik dobrých závodů, dvakrát bodoval a porazil vozy Jaguar, poháněné stejnými motory. Tým Arrows nicméně v srpnu ohlásil bankrot a Frentzen byl propuštěn. Na předposlední závod, Grand Prix USA, nahradil Felipeho Massu v týmu Sauber.

### 2003: Sauber
Na další sezónu se naplno vrátil tam kde začal, do týmu Sauber.Jeho týmovým kolegou byl talentovaný Nick Heidfeld, se kterým Frentzen dokázal držet krok. Vrcholem pro něj byl závod ve Spojených státech, kde si vyjel své poslední pódiové umístění v kariéře. Se 13 body v poslední sezóně ukončil svou kariéru ve Formuli 1.

## DTM

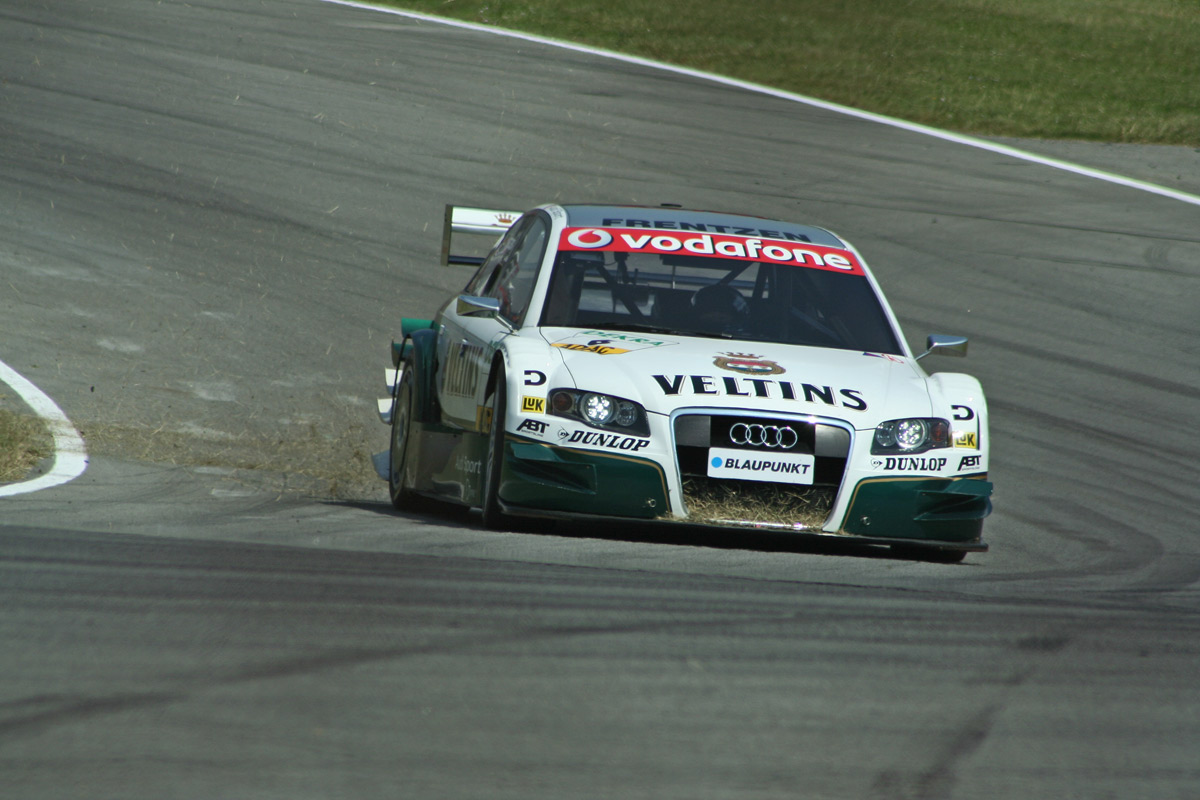
Frentzen ve voze Audi (Abt) v sérii DTM v roce 2006.

Frentzen se z Formule 1 přesunul do šampionátu DTM, kde závodil za vůz Opel. Tato série ho zaujala tím, že úspěchy zde zaznamenával další bývalý jezdec z Formule 1, Jean Alesi. Bohužel, jeho Opel Vectra nebyl příliš konkurenceschopný a byl porážen nejen vozy Audi a Mercedes, ale i dalšími spolujezdci v Opelu. V první sezóně skončil se 3 body až na 14. místě. I na další rok ale zůstal u Opelu a dařilo se mu lépe. Celkově skončil na 8. místě a byl nejlepším jezdcem s vozem Opel. Nejlépe zajel na okruhu v Brně, kde vybojoval první stupně vítězů za 3. místo.
Po sezóně 2005 Opel ze série odešel a tak se Frentzen přesunul k Audi. V prvním závodě, na okruhu Hockenheim, dojel třetí, stejně tak potom v Barceloně. Celkově skončil na 7. místě a z týmu poté odešel. Prohlásil, že od týmu „neměl žádnou podporu.“

## Další aktivity

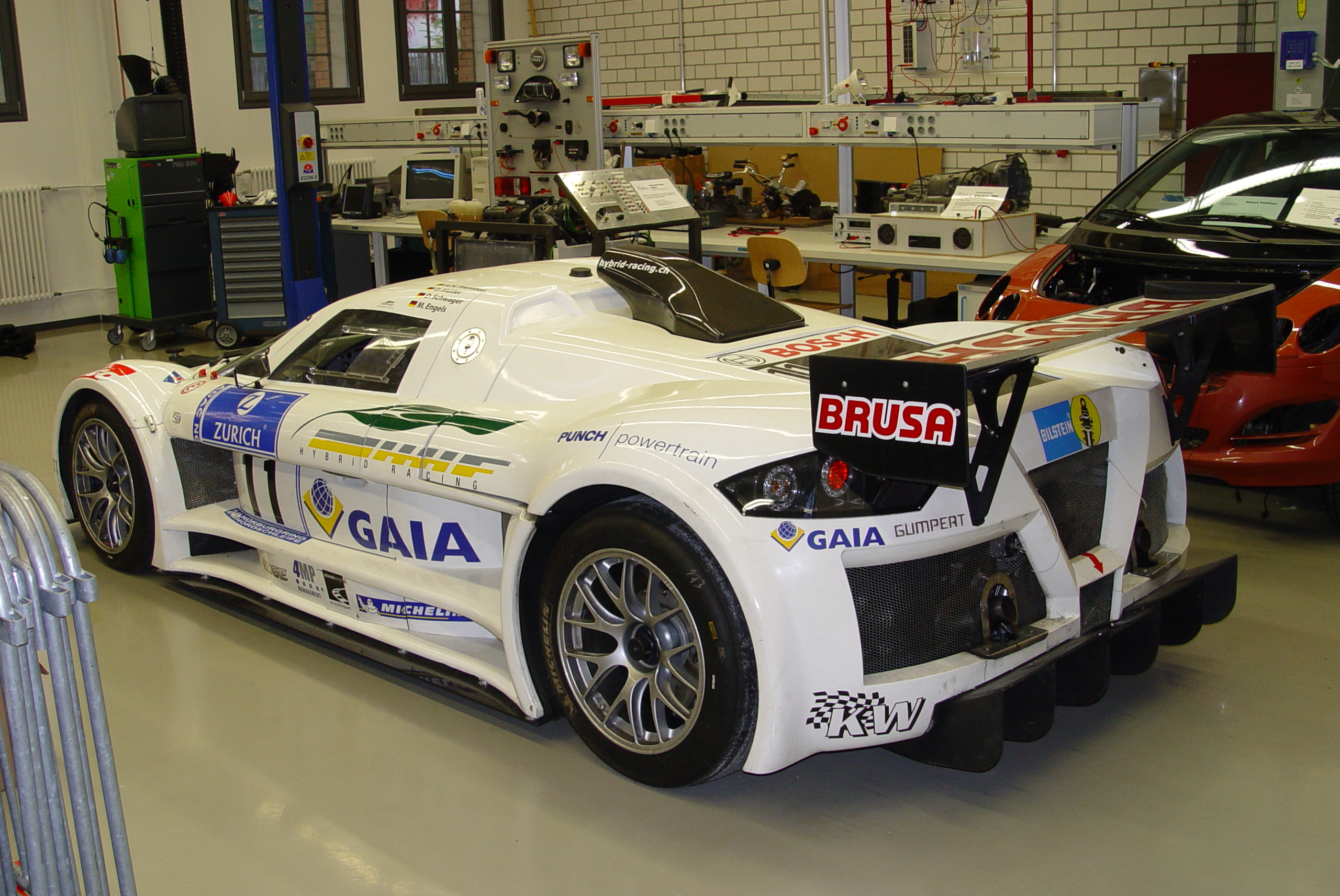
HHF Hybrid Concept Car (Gumpert Apollo)

V dubnu 2008 se Frentzen zúčastnil závodu v Bahrajnu v šampionátu Speedcar Series. Další sezónu už absolvoval kompletně celou.
Závodil také ve 24h Le Mans s vozem Aston Martin v třídě GT1, jeho partnery v týmu byli Karl Wendlinger a Andrea Piccini. Jeho tým skončil ve třídě čtvrtý, celkově obsadil 16. místo.
Taktéž v roce 2008 Frentzen sestavil svůj vlastní tým a vůz HHF Hybrid Concept Car a jel s ním 24h na okruhu Nürburgring. Šasi bylo koupeno z vozu Gumpert Apollo, k tomu přidal motor V8 bi-turbo, 3.3 litru s 520 hp a k tomu elektrický motor s asi 136 hp. Frentzen závod dokončil ale nebyl klasifikován kvůli dvěma selháním převodovky.
V roce 2011 Frentzen vyhrál speciální závod „ROC Legends“, kde mu byli soupeři Hans-Joachim Stuck, Marc Duez a Stig Blomqvist. Závod se konal v rámci Závodu šampionů 2011.

## Statistiky ve Formuli 1
| Aktivní roky                     | 1994–2003                  |
| Starty                           | 160                        |
| Vítězství                        | 3                          |
| 2. místa                         | 3                          |
| 3. místa                         | 12                         |
| 4. místa                         | 12                         |
| 5. místa                         | 10                         |
| 6. místa                         | 16                         |
| Průměrné umístění                | 6.53                       |
| Odstoupení                       | 60                         |
| DSQ                              | 1                          |
| DNS                              | 0                          |
| DNQ                              | 2                          |
| Pole position                    | 2                          |
| Průměrné u. v kvalifikaci        | 9.10                       |
| Nejrychlejší kola                | 6                          |
| Průměrné u. za nejrychlejší kolo | 9.32                       |
| Závodů v čele                    | 13                         |
| Kol v čele                       | 150                        |
| Km v čele                        | 751 km                     |
| Debut                            | Grand Prix Brazílie 1994   |
| První vítězství                  | Grand Prix San Marina 1997 |
| Poslední závod                   | Grand Prix Japonska 2003   |
| Body                             | 174                        |

## Kompletní výsledky ve Formuli 1
| Legenda k tabulce | Legenda k tabulce                                                                       |
| Barva             | Výsledek                                                                                |
| ----------------- | --------------------------------------------------------------------------------------- |
| Zlatá             | Vítěz                                                                                   |
| Stříbrná          | 2. místo                                                                                |
| Bronzová          | 3. místo                                                                                |
| Zelená            | Bodované umístění                                                                       |
| Modrá             | Nebodované umístění                                                                     |
| Modrá             | Dokončil neklasifikován (NC)                                                            |
| Fialová           | Odstoupil (Ret)                                                                         |
| Červená           | Nekvalifikoval se (DNQ)                                                                 |
| Červená           | Nepředkvalifikoval se (DNPQ)                                                            |
| Černá             | Diskvalifikován (DSQ)                                                                   |
| Bílá              | Nestartoval (DNS)                                                                       |
| Bílá              | Závod zrušen (C)                                                                        |
| Světle modrá      | Pouze trénoval (PO)                                                                     |
| Světle modrá      | Páteční testovací jezdec (TD)                                                           |
| Bez barvy         | Netrénoval (DNP)                                                                        |
| Bez barvy         | Vyřazen (EX)                                                                            |
| Bez barvy         | Nepřijel (DNA)                                                                          |
| Bez barvy         | Odvolal účast (WD)                                                                      |
| Bez barvy         | Nezúčastnil se (prázdné)                                                                |
| Označení          | Význam                                                                                  |
| Tučnost           | Pole position                                                                           |
| Kurzíva           | Nejrychlejší kolo                                                                       |
| †                 | Jezdec nedojel do cíle, ale byl klasifikován, protože odjel více než 90 % délky závodu. |
| ‡                 | Byl udělován poloviční počet bodů, protože bylo odjeto méně než 75 % délky závodu.      |
| Horní index       | Umístění bodujících jezdců ve sprintu                                                   |

| Rok  | Tým                          | Šasi          | Motor           | 1       | 2       | 3       | 4       | 5       | 6       | 7       | 8       | 9       | 10      | 11      | 12      | 13      | 14      | 15      | 16      | 17      | Umístění  | Body |
| ---- | ---------------------------- | ------------- | --------------- | ------- | ------- | ------- | ------- | ------- | ------- | ------- | ------- | ------- | ------- | ------- | ------- | ------- | ------- | ------- | ------- | ------- | --------- | ---- |
| 1994 | Sauber Mercedes              | Sauber C13    | Mercedes V10    | BRA Ret | PAC 5   | SMR 7   | MON DNS | ESP Ret | CAN Ret | FRA 4   | GBR 7   | GER Ret | HUN Ret | BEL Ret | ITA Ret | POR Ret | EUR 6   | JPN 6   | AUS 7   |         | 13. místo | 7    |
| 1995 | Red Bull Sauber Ford         | Sauber C14    | Ford V8         | BRA Ret | ARG 5   | SMR 6   | ESP 8   | MON 6   | CAN Ret | FRA 10  | GBR 6   | GER Ret | HUN 5   | BEL 4   | ITA 3   | POR 6   | EUR Ret | PAC 7   | JPN 8   | AUS Ret | 9. místo  | 15   |
| 1996 | Red Bull Sauber Ford         | Sauber C15    | Ford V10        | AUS 8   | BRA Ret | ARG Ret | EUR Ret | SMR Ret | MON 4   | ESP 4   | CAN Ret | FRA Ret | GBR 8   | GER 8   | HUN Ret | BEL Ret | ITA Ret | POR 7   | JPN 6   |         | 12. místo | 7    |
| 1997 | Rothmans Williams Renault    | Williams FW19 | Renault V10     | AUS 8   | BRA 9   | ARG Ret | SMR 1   | MON Ret | ESP 8   | CAN 4   | FRA 2   | GBR Ret | GER Ret | HUN Ret | BEL 3   | ITA 3   | AUT 3   | LUX 3   | JPN 2   | EUR 6   | 2. místo  | 42   |
| 1998 | Winfield Williams            | Williams FW20 | Mecachrome V10  | AUS 3   | BRA 5   | ARG 9   | SMR 5   | ESP 8   | MON Ret | CAN Ret | FRA 15  | GBR Ret | AUT Ret | GER 9   | HUN 5   | BEL 4   | ITA 7   | LUX 5   | JPN 5   |         | 7. místo  | 17   |
| 1999 | Benson & Hedges Jordan       | Jordan 199    | Mugen Honda V10 | AUS 2   | BRA 3   | SMR Ret | MON 4   | ESP Ret | CAN 11  | FRA 1   | GBR 4   | AUT 4   | GER 3   | HUN 4   | BEL 3   | ITA 1   | EUR Ret | MAL 6   | JPN 4   |         | 3. místo  | 54   |
| 2000 | Benson & Hedges Jordan       | Jordan EJ10   | Mugen Honda V10 | AUS Ret | BRA 3   | SMR Ret | GBR 17  | ESP 6   | EUR Ret | MON 10  | CAN Ret | FRA 7   | AUT Ret |         |         |         |         |         |         |         | 9. místo  | 11   |
| 2000 | Benson & Hedges Jordan       | Jordan EJ10B  | Mugen Honda V10 |         |         |         |         |         |         |         |         |         |         | GER Ret | HUN 6   | BEL 6   | ITA Ret | USA 3   | JPN Ret | MAL Ret | 9. místo  | 11   |
| 2001 | Benson & Hedges Jordan Honda | Jordan EJ11   | Honda V10       | AUS 5   | MAL 4   | BRA 11  | SMR 6   | ESP Ret | AUT Ret | MON Ret | CAN PO  | EUR Ret | FRA 8   | GBR 7   | GER     |         |         |         |         |         | 13. místo | 6    |
| 2001 | Prost Acer                   | Prost AP04    | Acer V10        |         |         |         |         |         |         |         |         |         |         |         |         | HUN Ret | BEL 9   | ITA Ret | USA 10  | JPN 12  | 13. místo | 6    |
| 2002 | Orange Arrows                | Arrows A23    | Cosworth V10    | AUS DSQ | MAL 11  | BRA Ret | SMR Ret | ESP 6   | AUT 11  | MON 6   | CAN 13  | EUR 13  | GBR Ret | FRA DNQ | GER Ret | HUN     | BEL     | ITA     |         |         | 18. místo | 2    |
| 2002 | Sauber Petronas              | Sauber C21    | Petronas V10    |         |         |         |         |         |         |         |         |         |         |         |         |         |         |         | USA 13  | JPN     | 18. místo | 2    |
| 2003 | Sauber Petronas              | Sauber C22    | Petronas V10    | AUS 6   | MAL 9   | BRA 5   | SMR 11  | ESP Ret | AUT DNS | MON Ret | CAN Ret | EUR 9   | FRA 12  | GBR 12  | GER Ret | HUN Ret | ITA 13  | USA 3   | JPN Ret |         | 11. místo | 13   |

## Kompletní výsledky v DTM
| Legenda k tabulce | Legenda k tabulce                                                                       |
| Barva             | Výsledek                                                                                |
| ----------------- | --------------------------------------------------------------------------------------- |
| Zlatá             | Vítěz                                                                                   |
| Stříbrná          | 2. místo                                                                                |
| Bronzová          | 3. místo                                                                                |
| Zelená            | Bodované umístění                                                                       |
| Modrá             | Nebodované umístění                                                                     |
| Modrá             | Dokončil neklasifikován (NC)                                                            |
| Fialová           | Odstoupil (Ret)                                                                         |
| Červená           | Nekvalifikoval se (DNQ)                                                                 |
| Červená           | Nepředkvalifikoval se (DNPQ)                                                            |
| Černá             | Diskvalifikován (DSQ)                                                                   |
| Bílá              | Nestartoval (DNS)                                                                       |
| Bílá              | Závod zrušen (C)                                                                        |
| Světle modrá      | Pouze trénoval (PO)                                                                     |
| Světle modrá      | Páteční testovací jezdec (TD)                                                           |
| Bez barvy         | Netrénoval (DNP)                                                                        |
| Bez barvy         | Vyřazen (EX)                                                                            |
| Bez barvy         | Nepřijel (DNA)                                                                          |
| Bez barvy         | Odvolal účast (WD)                                                                      |
| Bez barvy         | Nezúčastnil se (prázdné)                                                                |
| Označení          | Význam                                                                                  |
| Tučnost           | Pole position                                                                           |
| Kurzíva           | Nejrychlejší kolo                                                                       |
| †                 | Jezdec nedojel do cíle, ale byl klasifikován, protože odjel více než 90 % délky závodu. |
| ‡                 | Byl udělován poloviční počet bodů, protože bylo odjeto méně než 75 % délky závodu.      |
| Horní index       | Umístění bodujících jezdců ve sprintu                                                   |

| Rok  | Tým             | Vůz                     | 1        | 2       | 3      | 4       | 5       | 6      | 7       | 8      | 9       | 10      | 11      | Umístění  | Body |
| ---- | --------------- | ----------------------- | -------- | ------- | ------ | ------- | ------- | ------ | ------- | ------ | ------- | ------- | ------- | --------- | ---- |
| 2004 | OPC Team Holzer | Opel Vectra GTS V8 2004 | HOC1 11  | EST 12  | ADR 12 | LAU Ret | NOR Ret | SHA* 7 | NÜR Ret | OSC 14 | ZAN Ret | BRN 6   | HOC2 12 | 14. místo | 3    |
| 2005 | OPC Team Holzer | Opel Vectra GTS V8 2005 | HOC1 Ret | LAU1 14 | SPA 15 | BRN 3   | OSC 14  | NOR 6  | NÜR 12  | ZAN 3  | LAU2 7  | IST Ret | HOC2 18 | 8. místo  | 17   |
| 2006 | Abt Sportsline  | Audi A4 DTM 2006        | HOC1 3   | LAU 13  | OSC 4  | BRA 17  | NOR 11  | NÜR 6  | ZAN 5   | CAT 3  | BUG 10  | HOC2 14 |         | 7. místo  | 24   |

* V roce 2004 se jel závod mimo šampionát, v ulicích města Šanghaj, v Číně.

## Výsledky v 24h Le Mans
| Rok  | Třída | Č.  | Pneu | Vůz                                     | Tým                 | Spolujezdci                         | Kola | Poz.      | Třída Poz. |
| ---- | ----- | --- | ---- | --------------------------------------- | ------------------- | ----------------------------------- | ---- | --------- | ---------- |
| 1992 | C1    | 4   | M    | Lola T92/10 Judd GV10 3.5L V10          | Euro Racing         | Charles Zwolsman, Sr. Šundži Kasuja | 271  | 13. místo | 6. místo   |
| 2008 | GT1   | 007 | M    | Aston Martin DBR9 Aston Martin 6.0L V12 | Aston Martin Racing | Andrea Piccini Karl Wendlinger      | 339  | 16. místo | 4. místo   |

## Kompletní výsledky ve Formuli 3000
| Legenda k tabulce | Legenda k tabulce                                                                       |
| Barva             | Výsledek                                                                                |
| ----------------- | --------------------------------------------------------------------------------------- |
| Zlatá             | Vítěz                                                                                   |
| Stříbrná          | 2. místo                                                                                |
| Bronzová          | 3. místo                                                                                |
| Zelená            | Bodované umístění                                                                       |
| Modrá             | Nebodované umístění                                                                     |
| Modrá             | Dokončil neklasifikován (NC)                                                            |
| Fialová           | Odstoupil (Ret)                                                                         |
| Červená           | Nekvalifikoval se (DNQ)                                                                 |
| Červená           | Nepředkvalifikoval se (DNPQ)                                                            |
| Černá             | Diskvalifikován (DSQ)                                                                   |
| Bílá              | Nestartoval (DNS)                                                                       |
| Bílá              | Závod zrušen (C)                                                                        |
| Světle modrá      | Pouze trénoval (PO)                                                                     |
| Světle modrá      | Páteční testovací jezdec (TD)                                                           |
| Bez barvy         | Netrénoval (DNP)                                                                        |
| Bez barvy         | Vyřazen (EX)                                                                            |
| Bez barvy         | Nepřijel (DNA)                                                                          |
| Bez barvy         | Odvolal účast (WD)                                                                      |
| Bez barvy         | Nezúčastnil se (prázdné)                                                                |
| Označení          | Význam                                                                                  |
| Tučnost           | Pole position                                                                           |
| Kurzíva           | Nejrychlejší kolo                                                                       |
| †                 | Jezdec nedojel do cíle, ale byl klasifikován, protože odjel více než 90 % délky závodu. |
| ‡                 | Byl udělován poloviční počet bodů, protože bylo odjeto méně než 75 % délky závodu.      |
| Horní index       | Umístění bodujících jezdců ve sprintu                                                   |

| Rok  | Tým                 | Šasi        | Motor       | 1       | 2       | 3       | 4      | 5       | 6       | 7      | 8     | 9       | 10      | 11      | Umístění  | Body |
| ---- | ------------------- | ----------- | ----------- | ------- | ------- | ------- | ------ | ------- | ------- | ------ | ----- | ------- | ------- | ------- | --------- | ---- |
| 1990 | Eddie Jordan Racing | Reynard     | Mugen Honda | DON Ret | SIL Ret | PAU Ret | JER 17 | MNZ Ret | PER 5   | HOC 6  | BRH 7 | BIR Ret | BUG Ret | NOG DNQ | 18. místo | 3    |
| 1991 | Vortex Motorsport   | Lola T91/50 | Mugen Honda | VAL Ret | PAU Ret | JER 12  | MUG 6  | PER 5   | HOC DNQ | BRH 12 | SPA 5 | BUG Ret | NOG Ret |         | 14. místo | 5    |